# Здобуток
Здобу́ток (укр. Здобуток; до 2016 г. Здобу́ток Жо́втня) — посёлок в Тальновском районе Черкасской области Украины.
Население по переписи 2001 года составляло 703 человека. Почтовый индекс — 20409. Телефонный код — 4731.

## Местный совет
20409, Черкасcкая обл., Тальновский р-н, с. Здобуток, ул. Дубковецкого, 36